# Elezioni comunali in Emilia-Romagna del 2025
Il 25 e il 26 maggio 2025, con eventuale turno di ballottaggio l'8-9 giugno, in Emilia-Romagna si sono tenute le elezioni per il rinnovo di 5 consigli comunali di cui solo uno con popolazione superiore ai 15.000 abitanti.

## Riepilogo sindaci eletti
| Provincia | Comune  | Sindaco uscente | Sindaco uscente      | Sindaco eletto | Sindaco eletto            | Primo turno | Primo turno | Secondo turno | Secondo turno | Seggi   |
| Provincia | Comune  | Sindaco uscente | Sindaco uscente      | Sindaco eletto | Sindaco eletto            | Voti        | %           | Voti          | %             | Seggi   |
| --------- | ------- | --------------- | -------------------- | -------------- | ------------------------- | ----------- | ----------- | ------------- | ------------- | ------- |
| Ravenna   | Ravenna |                 | Fabio Sbaraglia (PD) |                | Alessandro Barattoni (PD) | 35.759      | 58,15       | –             | –             | 20 / 32 |

## Provincia di Ravenna

### Ravenna
|                               | Alessandro Barattoni ✔️ Sindaco | 35 759               | 58,15 | Partito Democratico                                                  | 23 739 | 40,00 | 16 |  |  |
| Movimento 5 Stelle            | Alessandro Barattoni ✔️ Sindaco | 35 759               | 58,15 | 2 627                                                                | 4,43   | 1     |    |  |  |
| Alleanza Verdi e Sinistra     | Alessandro Barattoni ✔️ Sindaco | 35 759               | 58,15 | 2 578                                                                | 4,34   | 1     |    |  |  |
| Partito Repubblicano Italiano | Alessandro Barattoni ✔️ Sindaco | 35 759               | 58,15 | 2 508                                                                | 4,23   | 1     |    |  |  |
| Ama Ravenna                   | Alessandro Barattoni ✔️ Sindaco | 35 759               | 58,15 | 2 174                                                                | 3,66   | 1     |    |  |  |
| Progetto Ravenna              | Alessandro Barattoni ✔️ Sindaco | 35 759               | 58,15 | 1 441                                                                | 2,43   | 1     |    |  |  |
|                               | Nicola Grandi                   | 15 405               | 25,05 | Fratelli d'Italia                                                    | 9 958  | 16,78 | 5  |  |  |
| Forza Italia                  | Nicola Grandi                   | 15 405               | 25,05 | 2 845                                                                | 4,79   | 1     |    |  |  |
| Viva Ravenna                  | Nicola Grandi                   | 15 405               | 25,05 | 1 688                                                                | 2,84   | 1     |    |  |  |
| Seggio di coalizione          | Seggio di coalizione            | Seggio di coalizione | 25,05 | 1                                                                    |        |       |    |  |  |
|                               | Alvaro Ancisi                   | 3 976                | 6,47  | Lega - Il Popolo della Famiglia - Lista per Ravenna - Ancisi Sindaco | 3 318  | 5,59  | 1  |  |  |
| Ambiente & Animali            | Alvaro Ancisi                   | 3 976                | 6,47  | 492                                                                  | 0,83   | –     |    |  |  |
| Seggio di coalizione          | Seggio di coalizione            | Seggio di coalizione | 6,47  | 1                                                                    |        |       |    |  |  |
|                               | Veronica Verlicchi              | 2 704                | 4,40  | La Pigna                                                             | 2 579  | 4,35  | –  |  |  |
| Seggio di coalizione          | Seggio di coalizione            | Seggio di coalizione | 4,40  | 1                                                                    |        |       |    |  |  |
|                               | Marisa Iannucci                 | 1 859                | 3,02  | Rifondazione Comunista                                               | 561    | 0,95  | –  |  |  |
| Potere al Popolo!             | Marisa Iannucci                 | 1 859                | 3,02  | 414                                                                  | 0,70   | –     |    |  |  |
| Ravenna in Comune             | Marisa Iannucci                 | 1 859                | 3,02  | 372                                                                  | 0,63   | –     |    |  |  |
| Partito Comunista Italiano    | Marisa Iannucci                 | 1 859                | 3,02  | 287                                                                  | 0,48   | –     |    |  |  |
|                               | Maurizio Miserocchi             | 895                  | 1,46  | Ravenna al Centro                                                    | 892    | 1,50  | –  |  |  |
|                               | Giovanni Morgese                | 893                  | 1,45  | Democrazia Cristiana                                                 | 881    | 1,48  | –  |  |  |
| Totale                        | Totale                          | 61 491               | 100   |                                                                      | 59 354 | 100   | 32 |  |  |
|                               |                                 |                      |       |                                                                      |        |       |    |  |  |
| Fonte: Eligendo               |                                 |                      |       |                                                                      |        |       |    |  |  |

1. ↑  Include candidati di Ambiente e Territorio
2. ↑  Include candidati di Italia Viva, Azione, Partito Socialista Italiano e +Europa

## Provincia di Forlì-Cesena

### Bertinoro
| Candidati | Candidati                 | Liste                 | Voti  | %     | Seggi |
| --------- | ------------------------- | --------------------- | ----- | ----- | ----- |
|           | Filippo Scogli ✔️ Sindaco | Insieme per Bertinoro | 2 521 | 62,85 | 11    |
|           | Giorgio Bernaroli         | Voltare pagina        | 1 490 | 37,15 | 5     |
| Totale    | Totale                    |                       | 4 011 | 100   | 16    |

## Provincia di Modena

### San Prospero
| Candidati | Candidati               | Liste                           | Voti  | %     | Seggi |
| --------- | ----------------------- | ------------------------------- | ----- | ----- | ----- |
|           | Sauro Borghi ✔️ Sindaco | San Prospero 2030               | 1 443 | 52,32 | 8     |
|           | Bruno Fontana           | San Prospero per il cambiamento | 735   | 26,65 | 2     |
|           | Eva Baraldi             | Un comune per tutti             | 580   | 21,03 | 2     |
| Totale    | Totale                  |                                 | 2 758 | 100   | 12    |

## Provincia di Parma

### Fontevivo
| Candidati | Candidati                      | Liste                    | Voti  | %     | Seggi |
| --------- | ------------------------------ | ------------------------ | ----- | ----- | ----- |
|           | Mariavittoria Rusca ✔️ Sindaco | FI-Lega-FdI-Lista Fiazza | 1 407 | 55,07 | 8     |
|           | Fabio Moroni                   | Fontevivo insieme        | 1 148 | 44,93 | 4     |
| Totale    | Totale                         |                          | 2 555 | 100   | 12    |

### Varano de’ Melegari
| Candidati | Candidati                   | Liste            | Voti  | %     | Seggi |
| --------- | --------------------------- | ---------------- | ----- | ----- | ----- |
|           | Cristina Gabelli ✔️ Sindaco | Varano insieme   | 783   | 51,68 | 7     |
|           | Giuseppe Restiani           | Varano nel cuore | 732   | 48,32 | 2     |
| Totale    | Totale                      |                  | 1 515 | 100   | 10    |